# Phoradendron dipterum
Phoradendron dipterum är en sandelträdsväxtart som beskrevs av August Wilhelm Eichler. Phoradendron dipterum ingår i släktet Phoradendron och familjen sandelträdsväxter. Inga underarter finns listade i Catalogue of Life.